# Le Mataf
Pour plus de détails, voir Fiche technique et Distribution.
Le Mataf est un film franco-italien réalisé par Serge Leroy, tourné en 1972 et sorti en 1973.

## Synopsis
Trois braqueurs, « Le Mataf », Basilio et Frank, s'apprêtent à réaliser un hold-up quand une jeune fille est précipitée d'une fenêtre par deux tueurs. Les deux hommes responsables de l'assassinat prennent des photos compromettantes du « Mataf » et de sa bande et les obligent à effectuer un vol de microfilms. Ils reçoivent, comme avance, une valise contenant cent mille dollars, de la part de Me Desbordes, avocat bien étrange. Un double-jeu va se mettre en place, et les trois voleurs « malgré eux » vont risquer gros, très gros. La troublante Cathy Mondor, favorite de Desbordes, va venir fausser les cartes, en passant malgré elle, dans le camp du Mataf.

## Fiche technique
- Titre : Le Mataf
- Réalisation : Serge Leroy, assisté de Jean-Pierre Saire et Eve Vercel
- Scénario : Serge Leroy et Charles Slama
- Dialogues : Serge Leroy
- Script : Many Barthod
- Assistant-opérateur : Etienne Fauduet
- Régie : Phillip Kenny et Roger Plaisance
- Photographie : Edmond Séchan
- Musique : Stelvio Cipriani
- Ingénieur du son : Jacques Bonpunt
- Bruitage : Daniel Couteau
- Accessoiriste : André Trielli
- Effets spéciaux André et Paul Trielli
- Habilleuse : Simone Lampre
- Assistante montage : Pauline Fraisse
- Pays de production :  France |  Italie
- Direction de production : Pierre Darcay
- Producteur délégué : Eugène Lépicier
- Administrateur de production : André Guimier (secrétaire : Josselyne Bucciali)
- Collaboration à l'adaptation : Roberto Gianuiti
- Ensemblier-Décorateur : Dominique André
- Chef maquilleur : Janine Jarreau
- Lieux de tournage : Paris, Nantes, Chantiers Dubigeon
- Cascades : Michel Norman assisté de Claude Vidal
- Chef-machiniste : Fred Baudot
- Chef-Electricien : Georges Goudard
- Durée : 96 minutes
- Date de sortie : 
  - France : 14 juin 1973

## Distribution
- Michel Constantin : Bernard Solville
- Adolfo Celi : Me Desbordes
- Georges Géret : Basilio Hagon
- Annie Cordy : Nina
- Cathy Rosier : Cathy Mondor
- Pierre Santini : Frank Mazier
- Bob Asklöf : Bob
- Carl Studer : Sam
- Julie Dassin : Madeleine
- Pippo Merisi : Jackie, l'aiguille
- Jacques Rispal : L'infirmier
- Billy Kearns : le chef de Bob
- Michèle Delacroix
- Danielle Durou
- Lucien Duval
- Robert Favart : le commissaire de police
- Antonella Lolito
- Carlo Nell : un inspecteur de police
- Pierre Zannier
- Jacques Deschamps : le narrateur

## Lieux de tournage
- Paris
  - Gare du Nord : lieu de la tentative de braquage
  - Bateau-mouche : lieu de rencontre avec Maitre Desbordes
- Nantes
  - Café de la Bourse[1]
  - Place du Commerce
  - Quai Wilson
  - Chantiers DUBIGEON
  - Passage Pommeraye
  - Théâtre Graslin, place Graslin (dans les combles)
- Le Pouliguen (port d'amarrage du voilier)

## Autour du film
- La chanson "Les printemps" (Michel Jourdan, Armand Canfora) est interprétée par Annie Cordy elle-même.
- Le surnom de Solville, "Mataf[2] " lui vient d'un engagement de cinq ans dans la marine de guerre durant sa jeunesse. Le mot est un terme familier pour désigner un matelot.